# Hemileius formosanus
Hemileius formosanus är en kvalsterart som först beskrevs av Tseng 1984.  Hemileius formosanus ingår i släktet Hemileius och familjen Hemileiidae. Inga underarter finns listade i Catalogue of Life.